# Nikolái Morózov (futbolista)
Nikolái Petróvich Morózov (en ruso: Никола́й Петро́вич Моро́зов;  Liúbertsi, 25 de agosto de 1916 – Moscú, 15 de octubre de 1981) fue un futbolista y entrenador de fútbol soviético. Como jugador militó, principalmente, en el Torpedo Moscú, club al que también dirigió como entrenador. Fue entrenador de la selección de la Unión Soviética, a la que llevó al cuarto puesto en la Copa Mundial de Fútbol de 1966. Fue condecorado Maestro Honorable de Deportes de la URSS (1946) y Entrenador Honorable de la URSS (1967).

## Biografía
Nikolái Morózov empezó a jugar en 1933 en el Selmash de su ciudad natal de Liúbertsy. Cinco años más tarde fue admitido en las filas del Torpedo Moscú, en el que jugó durante dos etapas diferentes, fue su capitán y llegó a acumular más de un centenar de partidos en liga. También jugó una temporada en el Spartak y terminó su carrera como futbolista en el VVS Moscú, el club de las Fuerzas Aéreas.
Posteriormente inició su carrera como entrenador y dirigió a varios equipos de la primera división soviética, entre ellos el Torpedo Moscú o el Lokomotiv. También entrenó a la selección de la Unión Soviética entre 1964 y 1966, a la que llevó al cuarto puesto en la Copa Mundial de Fútbol de 1966.
Falleció el 15 de octubre de 1981 en Moscú a la edad de 65 años, aunque no está claro si murió o fue asesinado tras una discusión en un bar cerca del antiguo estadio Lokomotiv.